# 看見泰國
看見泰國（英語：Vision Thai）是由臺灣裔泰國人創立、以泰國為主題的華語網路媒體，隸屬於VT Group，創辦人為在泰國發展的李致德、陳韋如夫妻，旨在「打造看見泰國的新視野與可能性」，於2014年2月正式上線，內容涵蓋新聞時事、社會議題、商務情報、旅遊、美食、文化、生活、街訪、人物專訪等面向，透過網站、社群媒體、影音平台，以圖文與影片方式呈現內容。主要閱眾群為在泰國經商、外派人士，以及對泰國議題有興趣的華語圈群眾。

## 特色
主要閱眾群為在泰國經商、外派人士，以及對泰國議題有興趣的華語圈群眾。

### 業務發展
市場定位為台灣與泰國之間的雙邊橋梁，以實際經驗協助新南向政策，推動台灣新創及中小企業前進泰國市場，透過訊息傳遞、媒體優勢、熟悉泰國各產業脈動及趨勢、經營當地媒體關係，提供臺灣欲南向企業、品牌等整合行銷服務，業務項目包含：翻譯、網紅行銷、當地媒體廣告投放、實體活動策畫與執行，亦有執行公部門南向參訪、市場調研、台泰媒合等專案經驗。服務客戶涵蓋泰國、中國、香港、台灣。

### 理念
據創辦人李致德所述：「Difficult but not impossible是VT Group的中心思想，挑戰困難，把Impossible變成I’m Possible是VT人的使命。」、「跨越、超越、卓越是一路走來的信念，不設限，每一次跨越，都是自我超越，驅使我們更接近卓越。」，為其經營之核心宗旨。

## 沿革

### 緣起
創辦人之一的李致德為資工系背景，2009年受當時任職之科技公司派駐至泰國曼谷，後來升遷為泰國主管，從生活及工作經驗中，發現有些市場需求未被滿足，因此產生創業的念頭，服務想了解泰國的華語人士；李於是邀請當時的遠距交往對象陳韋如從台北前來泰國幫忙出書。兩人於2014年起，以泰國住所為根據地展開新事業，透過一本樣本雜誌，先鎖定曼谷需要「華人市場」的飯店、餐廳及百貨等在地廠商，開發陌生廣告客戶。有鑑於當時新南向政策尚未推行，陳曾表示：「希望幫助泰國發現華人市場，也讓華人看見泰國，雙邊交流，而不只是在華人圈打轉。紙本雜誌雖堅持使用繁體中文，讓別人看見台灣文化的力量，但我們的廣告客戶不以台商為目標，是因想要從最難的市場打起，也跟其他華文媒體有所區隔。因此直到現在，客戶也多是泰國本地企業。」。
2014年台灣數位出版已開始興盛，看見泰國原計畫只發行線上版，但李表示：「異鄉創業，一定要瞭解當地的不同」，發現泰國社會處於新舊出版品的過渡期，所以先發行紙本，同時為使客戶感受到新舊交替，亦在雜誌上放了QR code。直到泰國政府推動4.0新經濟政策，已發行30多期的紙本雜誌才隨之停刊。

### 主要進程
- 2014年2月：成立網路媒體VISION THAI 看見泰國，在facebook、網站刊登內容。辦公據點設在創辦人曼谷住所。[1]
- 2015年1月：發行紙本雜誌試刊號。[3]
- 2016年11月：獲得臺北市產業發展獎勵補助計畫新創最高補助100萬獎金。[1]
- 2017年10月：擴大營業規模，遷往曼谷商業中心是隆的辦公大樓。[1]
- 2017年12月：因應泰國4.0數位化政策推行，3年一共發行34期紙本雜誌功成身退，回歸數位媒體。[1]
- 2018年1月：通過泰國投資促進委員會(BOI)審核，成為泰國重點外資企業。[1]
- 2019年6月：影音部門成立，推出Vlog系列《黑熊V泰國》、泰國街訪單元《泰國人怎麼說(WHAT THAI SAY)》。[4]
- 2020年3月：泰國「疫情即時地圖」上線，成為專案合作夥伴，負責簡、繁中文翻譯。[5]

## 團隊
經營團隊包含來自中國、台灣、泰國、馬來西亞、柬埔寨的各界人士，呼應創辦人所稱「多元文化激盪出更多可能性」的宗旨。
- 執行長：李致德（暱稱黑熊、Chit、Ter），為VT Group共同創辦人暨現任執行長，曾擔任凌群電腦集團業務發展協理及凌群泰國分公司董事、財團法人資訊工業策進會國際處（泰國）顧問。
- 內容總監：陳韋如（暱稱Angel），為VT Group共同創辦人暨現任內容總監。曾任職於台灣科技媒體《數位時代》。

## 網站內容
官網的經營定位為新聞媒體，以文字撰寫、文章討論、影音分享等形式呈現內容，涵蓋泰國相關之國際時事、重大議題、生活新知等。其架構如下：
- 影音
- 新聞
- 美食
- 旅遊
- 文化
- 娛樂
- 生活
- 專題
- 人物專訪

經營社群平台包括：
- Facebook（粉絲專頁）－貼文、相片、連結分享
- Youtube（官方頻道）－影片主要包含泰國時事、活動、商情、文化、美食、旅遊等生活議題，分為《黑熊V泰國》、《泰國人怎麼說》、《食在泰國》等系列，藉由開箱、觀點分享、Vlog、街訪、專訪等方式呈現自製內容。
- LINE
- 微博
- 微信公眾號
- 今日頭條
- bilibili
- 西瓜視頻
- 抖音
- 今日頭條
- 小紅書
- 攜程旅行網

合作媒體平台包括：
- LINE TODAY
- yahoo!新聞
- Google新聞
- HiNet生活誌
- 新浪新聞
- match生活網
- 滬江網

## 其他成果
- 財團法人商業發展研究院專案「2020 Wow Taiwan Project」[6]
- 經濟部工業局系統整合推動計畫辦公室「2019臺灣泰國產業鏈結高峰論壇」[7]
- 衛福部與彰化基督教醫院「2018臺泰智慧醫療研討會」[8][9]
- 文化部與駐泰國台北經濟文化辦事處、泰國出版協會合作舉辦「臺灣翻譯出版獎勵計畫推廣座談會」[10][11]
- 文化部與駐泰國台北經濟文化辦事處「臺泰漫畫交流會 ttcomics」[12][13]
- 文化部與駐泰國台北經濟文化辦事處「臺泰童書繪本交流活動 TTpicbook （页面存档备份，存于）」
- 與泰國電影製作公司GDH 559合辦「追思泰九世王公益電影放映會」
- 與泰國公司5Lab製作2019冠狀病毒病疫情即時疫情追蹤系統中文版[14]
- 三立電視台紀錄片－節目協拍「消失的國界 - 泰國"課徵糖稅"成亞洲最早 （页面存档备份，存于）」
- 三立新聞網SETN 「鮭魚之亂紅到泰國去！街訪泰國路人爆笑回應 （页面存档备份，存于）」
- 東森電視節目採訪「台灣啟示錄 - 一個泰國兩個世界 （页面存档备份，存于）」
- 東森新聞採訪「泰第三波疫情嚴峻 曼谷部分營業場所解封還要等 （页面存档备份，存于）」
- 東森新聞採訪「『泰』式封城！ 特定人群禁外出 曼谷設12檢查哨 （页面存档备份，存于）」
- TVBS新聞採訪「泰逾618醫護打陸「科興」疫苗染疫! 民眾拒打 （页面存档备份，存于）」
- 經濟日報採訪「直播主黑熊：在泰台人確診 7天吞144顆藥」[15]
- 節目《唐綺陽逍遙遊》「泰國：探訪天使之城曼谷 （页面存档备份，存于）」

## 外部連結
- 官方网站